# Critérium Internacional 2010
El Critérium Internacional 2010 se disputó entre el 27 y el 28 de marzo, sobre un trazado de 258,2 km divididos en 3 etapas en 2 días, en Porto-Vecchio (Córcega del Sur) y sus alrededores. 
La prueba perteneció al UCI Europe Tour dentro de la categoría 2.HC (máxima categoría de estos circuitos).
Entre las novedades de esta edición destacó el abandono de la zona habitual donde se disputaba los anteriores años, que era Charleville-Mezieres, disputándose esta edición en Córcega, además que la etapa de montaña pasa de media-montaña a alta montaña y que ésta se disputó el primer día dejando la etapa llana para el segundo día por la mañana.
Tomaron parte en la carrera 18 equipos: 10 de categoría UCI ProTeam (Team HTC-Columbia, Astana, Team RadioShack, Ag2r-La Mondiale, Garmin-Transitions, FDJ, Sky Professional Cycling Team, Caisse d'Epargne y Euskaltel-Euskadi); 6 de categoría Profesional Continental (BMC Racing Team, Cofidis, le Crédit en Ligne, Bbox Bouygues Telecom, Saur-Sojasun, Skil-Shimano y Vacansoleil Pro Cycling Team); y 2 franceses de categoría Continental (Roubaix Lille Metropole y Bretagne-Schuller). Formando así un pelotón de 138 ciclistas, con 8 corredores cada equipo (excepto el Ag2r-La Mondiale y Garmin-Transitions que salieron con 7 y el Cofidis, le Crédit en Ligne y FDJ que salieron con 6), de los que acabaron 112; con 110 clasificados tras las desclasificiones de Thomas Frei y Mickael Larpe por dopaje.
El ganador final fue Pierrick Fédrigo (quien además se hizo con la clasificación por puntos) tras hacerse con la etapa de montaña consiguiendo una ventaja suficiente como para alzarse con la victoria. Le acompañaron en el podio Michael Rogers y Tiago Machado (quien además se hizo con la clasificación de los jóvenes), respectivamente.
En las otras clasificaciones secundarias se impusieron Pierre Rolland (montaña) y RadioShack (equipos).

## Etapas
| Etapa | Fecha       | Recorrido                       | km        | Ganador          | Líder            |
| ----- | ----------- | ------------------------------- | --------- | ---------------- | ---------------- |
| 1ª    | 27 de marzo | Porto-Vecchio-Col de l’Ospedale | 175,5     | Pierrick Fédrigo | Pierrick Fédrigo |
| 2ª    | 28 de marzo | Porto-Vecchio-Porto-Vecchio     | 75        | Russell Downing  | Pierrick Fédrigo |
| 3ª    | 28 de marzo | Porto-Vecchio-Porto-Vecchio     | 7,7 (CRI) | David Millar     | Pierrick Fédrigo |

## Clasificaciones finales
| \| 1. \| Pierrick Fédrigo \| 7h 11' 59" \| \| 2. \| Michael Rogers \| + 14" \| \| 3. \| Tiago Machado \| + 15" \| \| 4. \| Samuel Sánchez \| + 19" \| \| 5. \| David Millar \| m.t. \| \| 6. \| Cadel Evans \| + 22" \| \| 7. \| Christopher Horner \| + 25" \| \| 8. \| Maxime Monfort \| + 26" \| \| 9. \| Ben Hermans \| + 35" \| \| 10. \| Beñat Intxausti \| + 39" \| |                    |            |
| 1. | Pierrick Fédrigo   | 7h 11' 59" |
| 2. | Michael Rogers     | + 14"      |
| 3. | Tiago Machado      | + 15"      |
| 4. | Samuel Sánchez     | + 19"      |
| 5. | David Millar       | m.t.       |
| 6. | Cadel Evans        | + 22"      |
| 7. | Christopher Horner | + 25"      |
| 8. | Maxime Monfort     | + 26"      |
| 9. | Ben Hermans        | + 35"      |
| 10. | Beñat Intxausti    | + 39"      |

| \| 1. \| Pierrick Fédrigo \| 25 p. \| \| 2. \| David Millar \| 15 p. \| \| 3. \| Russell Downing \| 15 p. \| |                  |       |
| 1. | Pierrick Fédrigo | 25 p. |
| 2. | David Millar     | 15 p. |
| 3. | Russell Downing  | 15 p. |

| \| 1. \| Pierre Rolland \| 12 p. \| \| 2. \| Cédric Pineau \| 10 p. \| \| 3. \| Dimitri Champion \| 8 p. \| |                  |       |
| 1. | Pierre Rolland   | 12 p. |
| 2. | Cédric Pineau    | 10 p. |
| 3. | Dimitri Champion | 8 p.  |

| \| 1. \| Tiago Machado \| 7h 12' 14" \| \| 2. \| Ben Hermans \| + 20" \| \| 3. \| Beñat Intxausti \| + 24" \| |                 |            |
| 1. | Tiago Machado   | 7h 12' 14" |
| 2. | Ben Hermans     | + 20"      |
| 3. | Beñat Intxausti | + 24"      |

| \| 1. \| RadioShack \| 21h 37' 12" \| \| 2. \| Caisse d'Epargne \| + 1' 19" \| \| 3. \| HTC-Columbia \| + 1' 29" \| |                  |             |
| 1. | RadioShack       | 21h 37' 12" |
| 2. | Caisse d'Epargne | + 1' 19"    |
| 3. | HTC-Columbia     | + 1' 29"    |